# Carl Schlechter
Cet article utilise la notation algébrique pour décrire des coups du jeu d'échecs.
Carl Schlechter (2 mars 1874 à Vienne, Autriche - 27 décembre 1918 à Budapest, Hongrie) est un joueur d'échecs autrichien qui a annulé un match contre le champion du monde Emanuel Lasker en 1910. Il était également compositeur de problèmes d'échecs.
Pacifique, adepte du jeu en tant qu’échange afin de mener une « pièce d'échecs » plutôt qu'un combat, Schlechter était un exemple typique du joueur d'échecs gentleman d'autrefois : il n'hésitait pas à offrir des nulles de courtoisie aux adversaires qui commençaient à ne pas trop aimer leur position sur l'échiquier, s'il voyait quelque possibilité de défense. Si son adversaire arrivait en retard pour un match, Schlechter soustrayait discrètement un temps égal à sa propre horloge. Il a également entrainé plusieurs de ses rivaux, dont Oldřich Duras.

## Biographie et carrière

### Famille et débuts
Schlechter est né dans une famille catholique à Vienne mais il est parfois considéré comme juif  bien que cette allégation soit contestée,,.  
Son premier et unique professeur d'échecs est un problémiste d'échecs austro-hongrois, le Dr Samuel Gold .

### Victoires dans les tournois

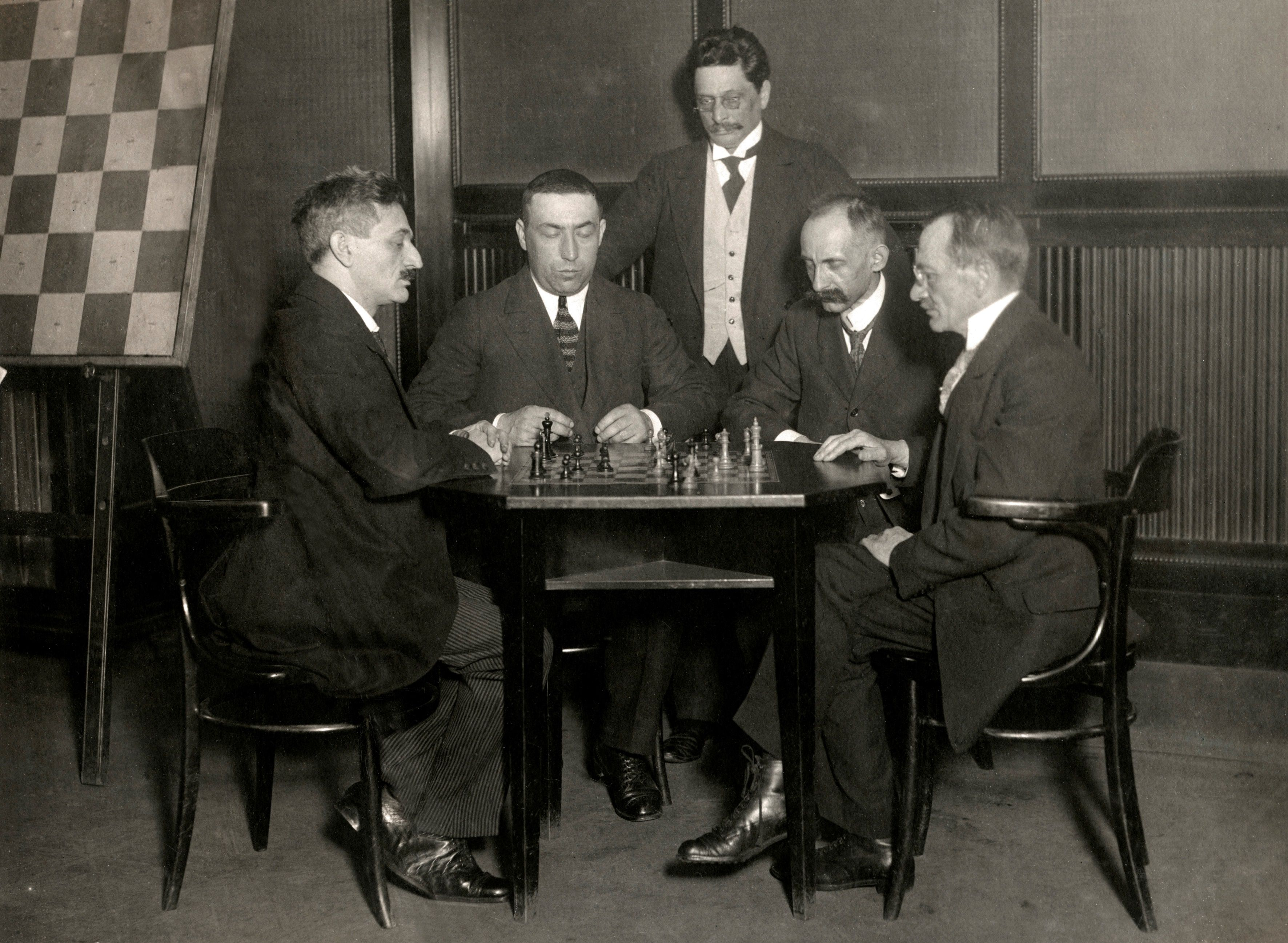
Schlechter, 3e joueur assis, entre Lasker (à gauche), Rubinstein (de face) et Tarrasch (à droite) au tournoi de Berlin 1918. (L'organisateur est debout.)

Schelchter débuta aux échecs en 1890, à l'âge de 16 ans. Il remporta de nombreux tournois :
- Vienne en
  - 1893 (+3 =6, devant Georg Marco),
  - 1895-1896 (ex æquo avec Miksa Weiss),
  - 1897, 1900,
  - 1904-1905 (+9 =5, tournoi thématique sur le gambit du roi),
  - 1905 (championnat d'Autriche-Hongrie),
  - 1908 (+9 =10, ex æquo avec Maroczy et Duras et devant Rubinstein),
- le mémorial Leopold Trebitsch à Vienne en
  - 1910-1911 (avec Rudolf Spielmann),
  - 1912 (devant Réti), 1914 (devant Kaufmann, Réti et Spielmann),
  - 1915 (+6 =8, devant Richard Réti, Kaufmann et Marco) et
  - 1916-1917 (tournoi triangulaire, devant Vidmar et Kaufmann) ;
- Munich (+9 =6) en 1900, douzième Congrès allemand d'échecs, ex æquo avec Maroczy et Pillsbury ;
- Cobourg en 1904, quatorzième Congrès allemand d'échecs, ex æquo avec von Bardeleben et Swiderski ;
- Ostende en 1906 (où il termine invaincu lors de la finale à neuf joueurs (+4 =4), battant Akiba Rubinstein, Ossip Bernstein, Frank Marshall et David Janowski) ;
- Stockholm en 1906 (ex æquo avec Ossip Bernstein) ;
- Prague en 1908 (+9 -1 =9), ex æquo avec Duras, devant Vidmar, Rubinstein, Teichmann, Maroczy et Marshall ;
- Hambourg (+8-1 =7) en 1910, dix-septième Congrès allemand d'échecs, devant Duras, Nimzowitsch, Spielmann, Marshall, Teichmann, Alekhine, Tarrasch et Tartakover
- Budapest en 1912, ex æquo avec Marshall.Tournoi d'échecs de Karlsbad  de 1907 : (assis) Rubinstein, Marco, (en) Fähndrich, Tschigorin, Schlechter, Hofter, (en) Tietz, Maróczy, Janowski, Dr. Neustadtl, Drobny, Marshall, (debout) Niemzowitsch, Wolf, Mieses, Cohn, Johner, Leonhardt, Salwe, Vidmar, Berger, Spielmann, Dus-Chotimirski, Tartakower,(en)Dr. Olland.

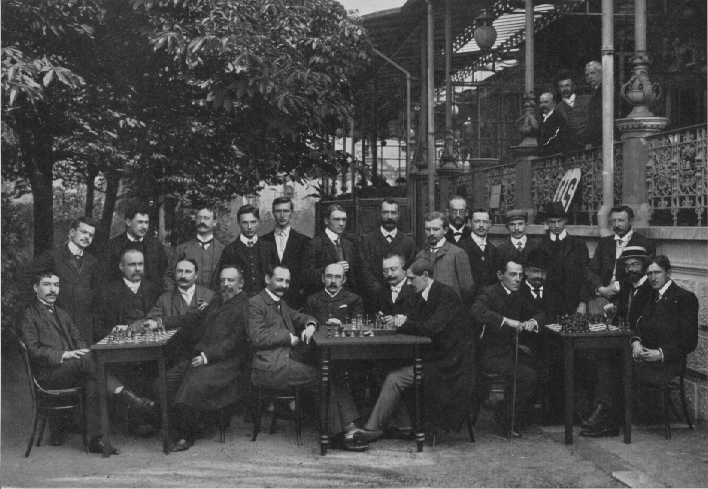
Tournoi d'échecs de Karlsbad de 1907 : (assis) Rubinstein, Marco, Fähndrich, Tschigorin, Schlechter, Hofter, Tietz, Maróczy, Janowski, Dr. Neustadtl, Drobny, Marshall, (debout) Niemzowitsch, Wolf, Mieses, Cohn, Johner, Leonhardt, Salwe, Vidmar, Berger, Spielmann, Dus-Chotimirski, Tartakower,Dr. Olland.

Schlechter disputa une cinquantaine de tournois durant sa carrière et finit rarement au-delà de la quatrième place.
Lors du très fort tournoi d'Hastings 1895, il finit neuvième avec 11 points sur 21 en ayant battu le vainqueur Harry Nelson Pillsbury. En 1896, il termina deuxième à Vienne, 4e-5e du tournoi de Budapest remporté par Mikhaïl Tchigorine et Rudolf Charousek et 7e-8e du très fort tournoi de Nuremberg remporté par Emanuel Lasker. En 1898, il finit cinquième du tournoi de Vienne remporté par Tarrasch devant Pillsbury. En 1899, il fut cinquième du tournoi de Londres remporté par Lasker et deuxième à Vienne. À Monte-Carlo, il termina deuxième en 1901 (+9 -2 =6) derrière Janowski, puis cinquième en 1902, quatrième (+12 -4 =10) en 1903 et deuxième (+4 =6) en 1904, un demi-point derrière Maroczy. En 1905, il finit 4e-5e à Barmen et 4e à Ostende. En 1896, il termina 3e-4e à Nuremberg (victoire de Frank Marshall), puis 4e-5e à Carlsbad en 1907 (victoire de Rubinstein), deuxième du tournoi de grands maîtres d'Ostende 1907 derrière Tarrasch. En 1911, il finit deuxième du tournoi de Karslbad (+13 -4 =8), ex æquo avec Rubinstein et derrière Teichmann. En 1912, il termina quatrième à Breslau et 4e-6e à Pistyan, puis quatrième à Vienne en 1913. Schlechter fut absent du tournoi de grands maîtres de Saint-Pétersbourg en 1914.

### Championnat du monde (1910) et principaux matchs
Le point culminant de sa carrière est la rencontre, titre mondial en jeu, contre Emanuel Lasker en janvier-février 1910, à Vienne (parties 1 à 5) et à Berlin (cinq dernières parties). Il doit accepter les exigences du champion du monde, notamment la nécessité pour le challenger de vaincre avec deux points d'avance pour s'emparer du titre. Les deux joueurs sont à égalité après la 10e partie (+1-1=8). Lasker lui propose de continuer, mais Schlechter, fatigué, renonce.
En 1893, à Vienne, il annula un match contre Georg Marco (0-0, =10). En 1894, il annula un autre match contre Marco (4-4, =3). En 1896, il fit match nul avec David Janowski à Vienne (2-2, =3), puis en 1899 contre Alapine (1-1, =4).
En 1902, il battit Janowski en match à Carlsbad : 6-1 et trois nulles. En 1911, il fit match nul avec Siegbert Tarrasch : 8 à 8 (3-3, =10).
En janvier 1918, Schlechter perdit un match contre Akiba Rubinstein à Berlin : 2,5 à 3,5. En avril-mai, il finit deuxième d'un tournoi à quatre à Berlin (derrière Vidmar et devant Mieses et Rubinstein). En novembre-décembre, il finit troisième d'un tournoi à quatre remporté par Emanuel Lasker.

### Mort
Carl Schlechter meurt le 27 décembre 1918, de la grippe espagnole à Budapest.

## Style  de jeu
Doté d'un tempérament doux et peu agressif, Schlechter avait la réputation de jouer pour annuler. Tarrasch l'appela le « Maître de la nulle ». Il fut accusé d'annuler ses parties contre les plus forts maîtres et de battre les joueurs les plus faibles. Sur 32 parties contre Geza Maroczy, il en aurait annulé 29. Cependant, lors de la dernière ronde du match contre Lasker, il attaqua au lieu de jouer pour la nulle.

### Contributions à la théorie des ouvertures
Schlechter fut un grand théoricien, rédigeant une monographie importante sur le gambit du roi accepté.
Pendant vingt ans, de 1899 à 1918, il fut l'éditeur de la revue d'échecs allemande Deutsche Schachzeitung et de la rubrique d'échecs du Allgemeine Sport Zeitung.
De 1912 à 1916, Schlechter édita la huitième édition du manuel sur les ouvertures et les finales, le Handbuch des Schachspiels, de Bilguer. Cette huitième et dernière édition du handbuch, longue de plus de mille page, parut en 1916. Elle devint la référence sur les ouvertures.
Parmi les contributions de Schlechter, il a innové dans :
- la défense Rubinstein de la partie des quatre cavaliers,
- la défense Steinitz de la  partie espagnole,
- la variante fermée de l'Espagnole (8. c3 Ca5 ; 9. d3),
- la défense Grünfeld (variante 4. f3)
- l'ouverture Bird

Plusieurs variantes portent son nom :
- La variante Schlechter est une sous-variante de l'attaque Worrall de la partie espagnole fermée (1. e4 e5 2. Cf3 Cc6 3. Fb5 a6 ; 4. Fa4 Cf6 ; 5. O-O Fe7 ; 6. De2 b5 ; 7. Fb3 O-O ; 8. c3 d5),
- L'attaque Schlechter est une variante de l'attaque Max Lange,
- La défense Schlechter est une variante du gambit danois

- La défense Schlechter est une variante de l'Espagnole ouverte (8. a4 Cxd4) jouée lors du championnat du monde 1910 contre Lasker,
- la défense Schlechter est une variante du Gambit Allgaier analysée par Schlechter en 1899,
- La variante Schlechter ou attaque Rubinstein est une sous-variante de la variante Tarrasch du Gambit de la Dame qui a été introduite par Schlechter dans sa partie contre Fiodor Douz-Khotimirski à Prague en 1908 et fut reprise par Rubinstein l'année suivante.
- La variante Schlechter est une variante de la défense slave  (1. d4 d5 2. c4 c6 3. Cc3 Cf6 ; 4. Cc3 g6 ou 4. e3 g6) ou par transposition de la défense Grünfeld ; Schlechter la joua lors de son match contre Lasker en 1910.
- La variante Berger-Schlechter est une variante de la défense berlinoise.

### L'«Immortelle»de Schlechter
Bernhard Fleissig-Carl Schlechter, Vienne, 1893
1. b4 e6 2. Fb2 Cf6 3. a3 c5 4. b5 d5 5. d4 Da5+ 6. Cc3 Ce4 7. Dd3 cxd4 8. Dxd4 Fc5 9. Dxg7 Fxf2+ 10. Rd1 d4 11. Dxh8+ Re7 12. Dxc8 dxc3 13. Fc1 Cd7 14. Dxa8 Dxb5 15. Ff4 Dd5+ 16. Rc1 Fe3+ 17. Fxe3 Cf2 18. Fxf2 Dd2+ 0-1.